# Enrique Pujals
Enrique Ramiro Pujals (* vor 1996) ist ein brasilianischer Mathematiker, der sich mit dynamischen Systemen befasst.
Pujals ist Professor am Instituto de Matemática Pura e Aplicada, an dem er 1996 bei Jacob Palis promoviert wurde (Ciclos Singulares e Explosões do Conjunto de Órbitas Recorrentes).
2008 erhielt er den ICTP Ramanujan Prize für „seine herausragenden Beiträge zu Dynamischen Systemen, speziell der Charakterisierung robuster Dynamik von Flüssen und Transformationen und der Entwicklung einer Theorie generischer Systeme“ (Laudatio). 2002 war er Gastredner auf dem Internationalen Mathematikerkongress in Peking (Tangent bundles dynamics and its consequences).

## Schriften
- mit Christian Bonatti, L. J. Diaz: A {\displaystyle C^{1}} generic dichotomy for diffeomorphisms: weak forms of hyperbolicity or infinitely many sinks or sources. In: Annals of Mathematics. Band 158, 2003, S. 355–418.
- mit C. A. Morales, M. J. Pacifico: Robust transitive singular sets for 3-flows are partially hyperbolic attractors or repellers. In: Annals of Mathematics. Band 160, 2004, S. 375–443.
- mit M. Sambarino: Topics on homoclinic bifurcation, dominated splitting, robust transitivity and related results. In: Handbook of Dynamical Systems. Band 1 B, Elsevier, 2005, S. 327–378.
- mit M. Sambarino: On the dynamics of dominated splitting. In: Annals of Mathematics. Band 169, 2009, S. 675–740.
- Trying to characterize robust and generic dynamics. In: Vladas Sidoravicius (Hrsg.): New Trends in Mathematical Physics. Springer 2009, S. 549–563 (Vortrag International Congress Mathematical Physics, Rio de Janeiro 2006).